# Obléhání Kumarského ostrohu
Obléhání Kumarského ostrohu v březnu – dubnu 1655 bylo jednou z epizod boje o Poamuří mezi Ruskem a mandžuskou říší Čching v rámci rusko-čchingského konfliktu táhnoucího se od počátku 50. do konce 80. let 17. století. V Kumarském ostrohu byl oddíl ruských kozáků vedený Onufrijem Stěpanovem obležen čchingskou armádou vojevůdce Mingandaliho. Rusové úspěšně odolali obléhatelům, kteří se po několika týdnech stáhli kvůli nedostatku potravin. 

## Předcházející události
Oddíl ruských kozáků a dobrovolníků působící v Poamuří, kterému po odvolání Jerofeje Chabarova velel Onufrij Stěpanov, se spojil s oddílem Pjotra Beketova, nově přišlým ze Zabajkalí, a dalšími menšími ruskými skupinami, dosáhl počtu kolem 500 mužů a počátkem listopadu 1654 založil na pravém břehu Amuru u ústí řeky Kumary opevněné zimoviště – Usť-kumarský ostroh, z něhož sbírali daň v kožešinách (jasak) z místního domorodého obyvatelstva.
Kvůli obavám z vojska říše Čching, které nedlouho předtím, v červnu 1654, na Sungari porazilo oddíl Onufrije Stěpanova, a které podle informací místních Ďučerů hodlalo v zimě vytáhnout na Rusy v počtu až pěti tisíc, byl ostroh postaven s ohledem na případné obléhání zkušenou armádou vybavenou dělostřelectvem. Zatímco běžně byly tehdejší ruské ostrohy na Sibiři chráněny pouze palisádou z kůlů anebo trámů, Kumarský ostroh byl opevněn důkladněji. Pevnost byla obklopena příkopem dva metry hlubokým a čtyři širokým, vykopaným s velkou námahou ve zmrzlé zemi. Za příkopem kozáci nasypali val na jehož vrchu postavili hradbu tvořenou dvěma ploty z dřevěných trámů s nasypanou hlínou a kamením mezi nimi. Takové opevnění bylo odolné vůči lehkým dělům používaným Rusy a Čchingy. Hradba byla opatřena střílnami, neměla věže, ale vpřed vysunuté bašty, takzvané „býky“. Svou trojici děl Rusové umístili na vyvýšenou plošinu uprostřed ostrohu, takže mohla střílet na všechny strany. Také v centru ostrohu vyhloubili studnu, a postavili žleby na vodu, aby mohli hasit případné požáry. Kolem příkopu rovněž do země zatloukli „česnek“ – dřevěné kůly střídavě s železnými hroty a ukořistěnými nepřátelskými střelami.
Čchinští velitelé v Ninggutě, základně pro jejich operace v povodí Amuru, se po úspěchu na Sungari v červnu 1654 beze spěchu připravovali na další postup vůči Rusům a především organizovali vysidlování domorodých Daurů, Ďučerů a Gogulů z Poamuří na Non a horní Sungari. Nicméně velitel Mingandali (明安達理, Ming-an-ta-li), poslaný z Pekingu do Ningguty s oddílem korouhevních vojsk, se poté, co začátkem roku 1655 dostal informace o usazení Rusů v Kumarském ostrohu, rozhodl neprodleně zaútočit ještě před koncem zimy. Očekával, že pochod z Ningguty ke Kumarsku potrvá 2–3 měsíce. Jádro jeho vojska sestávalo z cca tisíce mandžuských vojáků.
Mandžuové byli vyzbrojeni mimo jiné doutnákovými píšťalami, 15 děly a širokým výběrem obléhacích zbraní – útočnými žebříky, zápalnými raketami, dřevěnými štíty a krytými povozy. K Mandžuům se připojilo mnoho domorodců, Daurů, Ďučerů a dalších, disponujících pouze chladnými zbraněmi. Stěpanovovi kozáci odhadovali velikost čchingské armády celkem na 10 tisíc lidí. Rusů bylo v Kumarském ostrohu kolem pěti set (maximálně 513), měli tři děla a stovku píšťal, ostatek Rusů byl vyzbrojen pouze chladnými zbraněmi.

## Obléhání
Ráno 13. března 1654 se pod Kumarským ostrohem objevil předvoj nepřátelské armády a zajal dvacítku kozáků, kteří se vypravili na kácení stromů. Jejich druzi provedli výpad z ostrohu na pomoc, ale zajatci už byli popraveni a objevily se i hlavní síly čchingské armády. Mandžuové nejdříve navrhli Rusům kapitulaci a s tím, že v čchingské armádě mohou žít v dostatku a bohatství. Rusové odmítli. Obléhatelé odřízli ostroh do Amuru a zničili ruské lodě.
Svůj tábor Mandžuové a jejich spojenci postavili za řekou necelý kilometr od ostrohu. Ostroh ostřelovali z děl umístěných 320 m od pevnosti, jedna z baterií byla umístěna na vzdálenějším útesu převyšujícím ostroh. Nicméně palba neměla efekt, 20. března proto Mandžuové přisunuli děla na 150 m od ostrohu, ale ani poté neměly dělové koule sílu k rozbití opevnění a ani zápalné střely neměly větší účinek.
Ostřelování střídané s pokusy o útok pěchoty trvalo mnoho dní, zvlášť těžké útoky proběhly 20. a 24. března. Dne 24. března čchingská pěchota zaútočila na ostroh ze čtyř stran, útočníci dobře viditelné dřevěné kolíky překryli zvlášť k tomuto účelu připravenými štíty, ale na železném „česneku“ si mnozí poranili nohy. Kozáci se bránili střelbou ručnic a děl a při výpadu mnoho útočníků pobili, několik zajali a ukořistili dvě děla.
I po neúspěchu útoku Mingandali ještě nějakou dobu pokračoval v obléhání a ostřelování ostrohu. Rusům začalo docházet střelivo a potraviny, ale nedostatkem potravin začali trpět i obléhatelé a Mingandali proto 4. dubna nechal spálit nebo utopit v řece nevyužité vybavení a střelivo (ale i pancíře svých vojáků) a spěšně se stáhl do Ningguty. Po nepřátelském vojsku kozáci na bojišti posbírali na 730 dělových koulí, kulky do ručnic a prachové nálože, které Mandžuové nestačili zničit.

## Následky
V červnu 1655 Rusové opustili Kumarský ostroh kvůli nedostatku potravin, kozáci totiž nechtěli rolničit a brát od místního obyvatelstva nebylo možné, protože okolní Daurové a Ďučeři odešli nebo byli přesídleni na jih k Mandžuům. Stěpanovův oddíl se pak v následujících letech plavil po Amuru a vymáhal od zbylých domorodců kožešiny a potraviny, přičemž neměl stálou základnu a zimu přečkával v přechodných zimovištích. Roku 1658 v bitvě v Korčejevské zátoce byl oddíl poražen a Rusové se stáhli z většiny Poamuří. 
Při návratu Rusů na Amur do Albazinu v polovině 60. let byla zkušenost s opevněním Kumarského ostrohu nevyužita, což způsobilo rychlý pád pouze palisádou ohrazeného Albazinu při jeho obléhání roku 1685. Naopak čchingské úřady si vzaly z obležení Kumarského ostrohu poučení a v 80. letech při operacích své armády v rozlehlém a řídce osídleném Poamuří věnovaly velkou péči organizaci zásobování.
Vítězství u Kumarského ostrohu zanechalo u Rusů silný dojem a vešlo do jejich folklóru. O dvě staletí později, v polovině 18. století Kirša Danilov, sběratel folklóru působící na Urale, zaznamenal píseň „V sibiřské ukrajině, v daurské zemi“ („Во Сибирской украине, во Даурской стороне“) poeticky popisující obléhání.